# Cryoturris
Cryoturris é um gênero de gastrópodes pertencente à família Mangeliidae.

## Espécies
- Cryoturris adamsii (E. A. Smith, 1884)[2]
- Cryoturris albida (C.B. Adams, 1845)
- †Cryoturris aptera W.P. Woodring, 1928
- Cryoturris cerinella (Dall, 1889)[3]
- Cryoturris citronella (Dall, 1886)[4]
- Cryoturris daidalea Gardner J.A., 1947 [5]
- †Cryoturris dianema Woodring, 1928
- †Cryoturris dominicensis (W.M. Gabb, 1873)
- Cryoturris edithae (Usticke, 1971)
- †Cryoturris etrema W.P. Woodring, 1928
- †Cryoturris euengonia W.P. Woodring, 1928
- Cryoturris fargoi McGinty, 1955[6]
- †Cryoturris habra W.P. Woodring, 1970
- Cryoturris lavalleana (d' Orbigny, 1847)
- †Cryoturris magnoliana chariessa Gardner, 1948 [7]
- †Cryoturris nexilis W.P. Woodring, 1928
- Cryoturris quadrilineata (C. B. Adams, 1850)[8]
- †Cryoturris serta A.A. Olsson & A. Harbison, 1953
- Cryoturris vincula (Usticke, 1969)[9]

Espécies trazidas para a sinonímia
- Cryoturris diadema W.P. Woodring, 1928: sinônimo de Cryoturris dianema W.P. Woodring, 1928
- Cryoturris dorvilliae (Reeve, 1845): sinônimo de Kurtziella dorvilliae (Reeve, 1845)
- Cryoturris elata (Dall, 1889): sinônimo de Platycythara elata (Dall, 1889)
- Cryoturris filifera (Dall, 1881):[10] sinônimo de Gymnobela filifera (Dall, 1881)
- Cryoturris serga (Dall, 1881): sinônimo de Kurtziella serga (Dall, 1881)
- Cryoturris trilineata (Adams C. B., 1845):[11] sinônimo de Tenaturris trilineata (C. B. Adams, 1845)